# Тьюкольский, Саул
Саул Тьюкольский (англ. Saul Teukolsky; род. 2 августа 1947, Йоханнесбург, Трансвааль) — астрофизик-теоретик и профессор физики и астрономии в Калифорнийском технологическом институте и Корнельском университете. Основные исследовательские интересы включают общую теорию относительности, релятивистскую астрофизику и вычислительную астрофизику.
В 1972 году опубликовал работу, где предложил обыкновенное дифференциальное уравнение второго порядка, описывающее возмущение метрики Керра.
Предложенная формула получило имя физика уравнение Тьюкольского.

## Награды
- Медаль Дирака, 2021 г.[3]
- Премия Эйнштейна (совместно с Клиффордом Уиллом)[4]